# Kasteel van Tielen
Het Kasteel van Tielen, ook wel Tielenhof genoemd, is een omgracht middeleeuws kasteel met ophaalbrug gelegen net buiten de dorpskom van Tielen in de Belgische gemeente Kasterlee, gelegen aan Hofdreef 27. De "Kasteeldreef", een gekasseide beukendreef, verleent een bijkomende toegang in het zuidwesten en werd aangelegd in de loop van de 19e eeuw.

## Historie

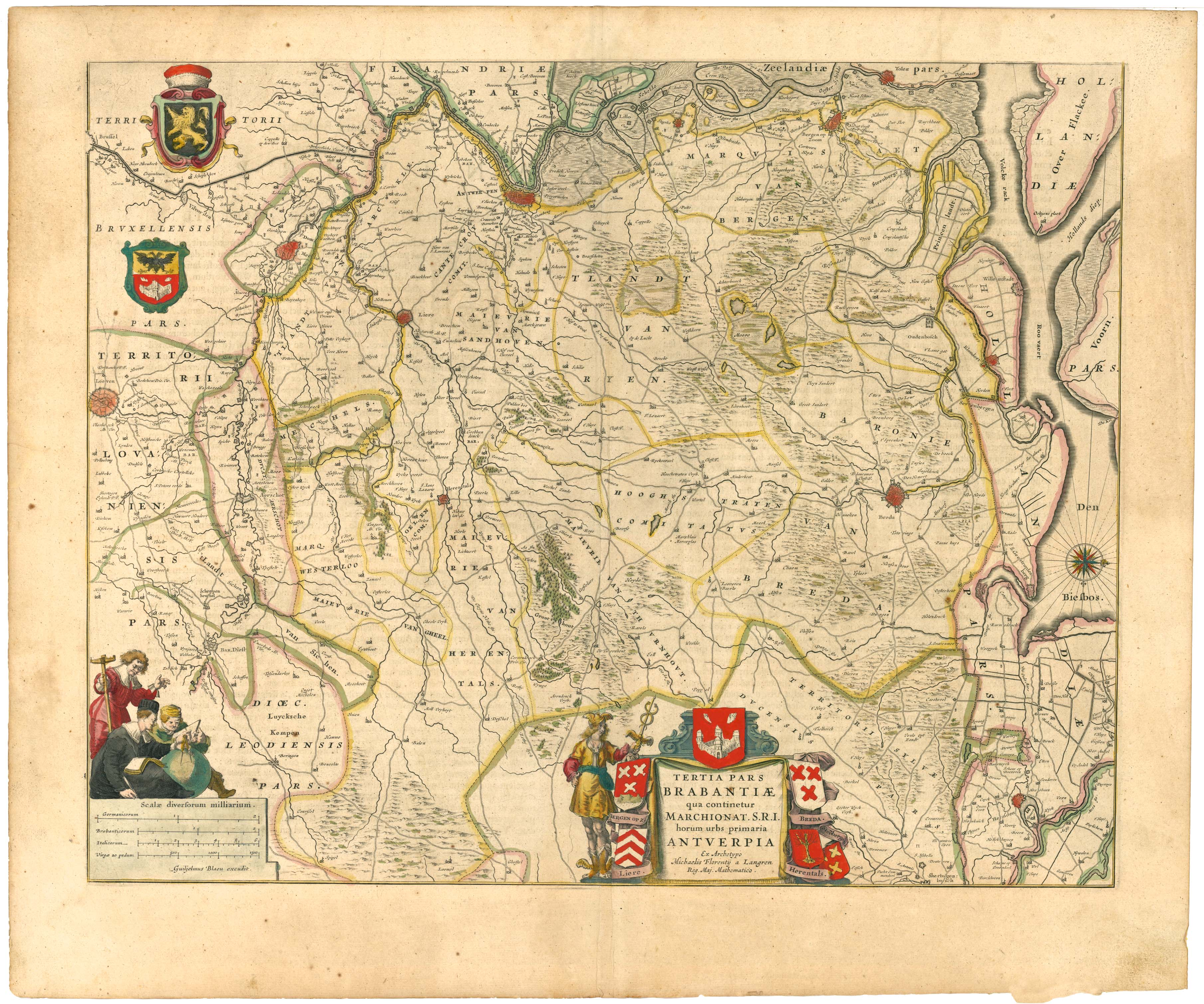
Vermelding Tielen op kaart van het hertogdom Brabant uit 1645 gemaakt door Joan Blaeu

Het kasteel van Tielen is vermoedelijk een van de oudste gebouwen uit de streek. Reeds in 1096 stond er hier een omwalde wachttoren. Het huidige kasteel gaat terug tot de 14e eeuw en opgericht ter plaatse van een voorheen versterkte en omgrachte hoeve. Het kasteel en de watermolen van Tielen zijn steeds eigendom geweest van de heren van Tielen. Tot ze in de 20e eeuw verkocht zijn door erfgenamen. Het Kasteel was jarenlang de residentie van de heren van Tielen; de eerste heer van Tielen was Jan van Duffel-Berthout uit Grimbergen; hij erfde Tielen in 1320 van Hendrik IV Berthout; het is waarschijnlijk zijn opvolger, Hendrik van Duffel Berthout, die het kasteel liet bouwen rond 1350 en er kwam wonen. Door huwelijk en erfopvolging kwam het kasteel en de watermolen van Tielen naderhand in handen van diverse adellijke families. De laatste heer van Tielen was Filip van der Gracht de Rommerswael die door de Franse Revolutie zijn eigendom verloor in op 7 december 1810. In 1826 werden de aangeslagen goederen teruggegeven aan de erfgenamen. In 1958 werd het kasteel voor de eerste maal verkocht.

## Bouwstijl
Herbouwd in traditionele bak- en zandsteenstijl in de 16e-17e eeuw. Het koetshuis werd in 1688 bijgebouwd. Het kasteel is rond 1830 omgevormd tot zomerverblijf, gepaard gaande met een algemene restauratie, waardoor een groot deel van het middeleeuwse karakter verloren ging, zo verdwenen onder meer de twee trapgevels van het eigenlijke kasteel, evenals de kruiskozijnen en het gebouw ten noorden aansluitend op deze vleugel met gevangenis op de benedenverdieping en de kapel erboven. De hoofdingang verhuisde van de Hofdreef naar de Gierlebaan en bleef bewaard in de huidige Kasteeldreef. Ook het poortgebouw werd in de 19e eeuw ten dele gesloopt, zodat de wachtplaats boven de toegang verdween.
In het begin van de jaren 1970 opnieuw gerestaureerd door wijlen Marcel Dams (1925-2016) en Emilienne Verboven (1929-2019) en deels heropgebouwd in 16e-17e-eeuwse stijl met onder meer het ten dele opnieuw aanbrengen van kruiskozijnen in de kasteelvleugel, de heropbouw van de bovenste verdieping van het poortgebouw en gezien van op de straat het gebouw rechts naast de kasteelvleugel. Dit naar het beeld van oude gravures van het kasteel.

## Heren / Vrouwe van Tielen(tot eindefeodalisme)

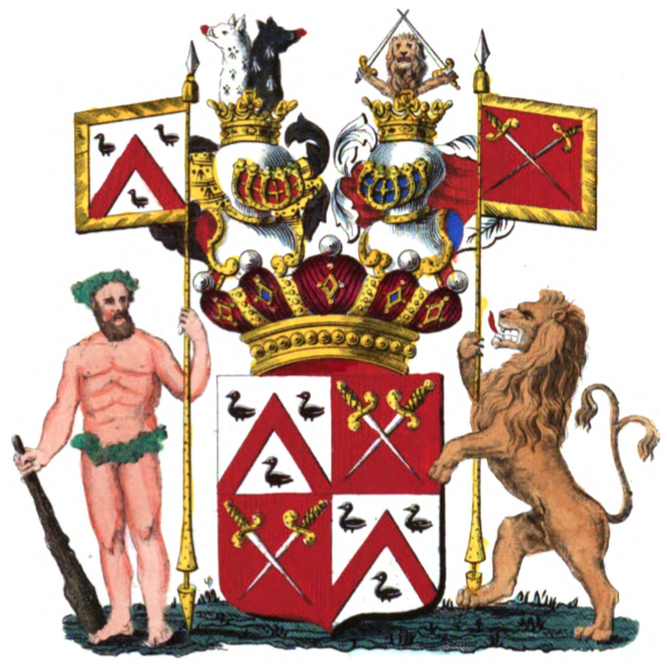
Wapenschild familie Van der Gracht de Roomswael

| Jaar       | Heer / Vrouwe                                          |
| ---------- | ------------------------------------------------------ |
| 1370       | Agnes van Thielen (echtg. Hendrik van Duffel)          |
| 1392       | Jan van Duffel (zoon), overlijdt 1401                  |
| 1401       | Beatrijs van Duffel (echtg. Jan De Pape)               |
| 1428       | Katelijne sPapen (dochter) gehuwd met Daniel Van Ranst |
| 1467       | Philip Van Ranst (zoon)                                |
| 1491       | Daniël 'kwaad ransteke' van Ranst                      |
| 1494-1530  | Cornelia Van Ranst, gehuwd Jan Van Leefdael            |
| 1530-1554  | Filips van Leefdael                                    |
| circa 1581 | Antoon van Leefdael                                    |
| 1597-1608  | Lodewijk van Leefdael                                  |
| circa 1640 | Rogier van Leefdael                                    |
| circa 1669 | Urbaan Rogier van Leefdael                             |
| circa 1694 | Rogier van Baexen                                      |
| Circa 1722 | Filips-Urbaan van Baexen                               |
| Circa 1730 | Filips Frans van Varick                                |
| Circa 1759 | Rogiers-Filips van der Gracht                          |
| 1773-1810  | Filips Frans Jozef Rogier van der Gracht               |

## Varia
In mei 2022 werd het kasteel te koop aangeboden voor een vraagprijs van 2,5 miljoen euro. In onderstaand artikel krijg je een inkijk in het interieur van het kasteel.